# Зуев, Иван Петрович
Иван Петрович Зуев (2 января 1879, Оренбургская губерния — после 1919) — войсковой старшина, полковник Белого движения, командующий Оренбургским 21-м казачьим полком (1918—1919).

## Биография
Родился 2 января 1879 года в станице Верхнеуральской второго военного округа Оренбургского казачьего войска в казачьей семье.
Получил общее образование в Верхнеуральском Александровском двухклассное училище, после чего поступил в Оренбургское казачье юнкерское училище, из которого выпустился в 1900 году по первому разряду. Позже завершил курс в Офицерской стрелковой школе, с официальной пометкой «успешно».
1 сентября 1897 года приступил к воинской службе в Русской императорской армии. В конце июля 1900 года получил чин хорунжего со старшинством почти на год ранее. Стал сотником в начале июля 1904 года, также со старшинством годом ранее. Ровно через 4 года, 1 июля 1908 года, достиг звания подъесаула, а есаула — уже во время Первой мировой войны, в середине февраля 1916 (со старшинством с сентября 1911). В конце того же, 1916, года Зуев был назначен войсковым старшиной. Полковником стал уже в период Гражданской войны, причём за боевые отличия.
С конца июля 1900 года проходил службу в Читинском 2-м полку Забайкальского казачьего войска. С середины января 1901 года находился на льготе. Затем, с 1903 по 1904 год, служил в Оренбургском 3-м казачьем полку — с января 1903 был в отдельном казачьем дивизионе.
С начала августа 1907 года вновь оказался на льготе, после чего, с января 1912 года, числился в Оренбургском 5-м казачьем полку. С этим подразделением принял участие в Великой войне с 1914 по 1917 годы. С середины октября 1915 по январь 1916 года находился на излечении в военном госпитале. В феврале 1917 года был зачислен в 1-й Оренбургский казачий запасный полк, но уже 27 февраля был переведён во 2-й Оренбургский казачий запасный полк.
С февраля 1918 года принимал участие в борьбе с большевиками — практически сразу стал помощником командира полка казаков-добровольцев. В середине июля сформировал и возглавил отдельную Спасскую сотню, сформированную в одноимённой станице. 27 июля получил под своё командование полк добровольцев второго военного отдела Оренбургского войска.
С конца сентября состоял в распоряжении войскового начальства Оренбургского казачьего войска — был назначен командиром 2-го запасного полка. В середине ноября 1918 года он был переведён в командующие Оренбургского 21-го казачьего полка. 27 марта 1919 года, при наступлении белых войск на посёлок Березовский, находясь в передовой цепи полка, был ранен осколком артиллерийского снаряда. В мае 1919 года находился во II Оренбургском казачьем корпусе.

## Награды
- Орден Святого Станислава 3 степени с мечами и бантом (1914—1917)
- Орден Святой Анны 4 степени (1914—1917): «за храбрость»
- Орден Святой Анны 3 степени с мечами и бантом (1914—1917)
- Орден Святого Станислава 2 степени с мечами и бантом (1914—1917)[2]
- Орден Святой Анны 2 степени с мечами (1914—1917)
- Бухарский орден золотой звезды 3 степени (1914)[2]

## Семья
Жена: Ольга Гордеевна Бутакова — дочь верхнеуральского купца.
Дети (по состоянию на июнь 1919 года):
- Ольга (14 лет)
- Зинаида (13 лет)
- Александр (10 лет)
- Людмила (3 года)[2]